# 納曼加
納曼加是東非國家肯雅的城鎮，由裂谷省負責管轄，位於該國西南部與坦桑尼亞接壤的邊境，毗鄰安博塞利國家公園，距離首都奈羅比200公里，主要經濟活動是旅遊業，1999年人口5,500。

## 外部連結
- Directions to Namanga （页面存档备份，存于）